# Moluques del Sud
Les Moluques del Sud consisteixen en 150 illes del Mar de Banda, les principals de les quals són Ambon, Buru i Ceram. Els seus habitants són melanesis, i forma part d'Indonèsia, però el 1950 constituí una efímera república independent.

## Història
El 25 d'abril del 1950 Johannes Hermann Manuhutu i Christopel Robert Stephen Sumokil proclamaren la independència de la Republika Maluku Selantan (República de les Moluques del Sud), que comprèn Amboina, Vuru i Seram, de la qual Sumokil es proclamà president el 3 de maig i Albert Wairisal primer ministre. Va rebre el suport dels elements cristians i de molts sudmoluquenys oficials de l'antic exèrcit colonial
Però el 17 d'octubre del 1952 Ahmed Sukarno vencé Sumukil militarment i ocupà el país. Això provocà una resistència contra l'annexió, que continua encara actualment, i l'exili de 12.000 moluquesos, refugiats als Països Baixos. Sumokil instal·la un govern a l'exili a la Nova Guinea Occidental encara en poder neerlandès i intenta continuar una lluita guerrillera a Ceram i Ambon. El febrer del 1958 s'uniren a l’Oposició Indonèsia Lliure amb els separatistes de Sulawesi i Kalimantan. Però també seran vençuts i aleshores els indonesis iniciaran una resistència passiva.
Quan Nova Guinea Occidental fou incorporada a Indonèsia, Sumokil fou fet presoner pels indonesis el 12 de desembre del 1962, i serà jutjat sumàriament i executat el 12 d'abril del 1966. El va succeir en el càrrec Johannes Alvarez Manusama (1910-1995), qui també va fundar als Països Baixos l'Organisasi Pembebasan Maluku Selantan (Organització d'Alliberament de les Moluques del Sud, OPMS), sense gaire pes específic a les illes, on s'inicià la indústria turística.
El setembre del 1971 un grup de 35 sud-moluquenys independentistes assaltaren l'ambaixada indonèsia a la Haia, per protestar per llur situació. El 1975 la Vry Zuidmolukkiste Jonge (Joventut Lliure Sudmoluquenya, VZJ) intentà segrestar la reina Juliana I dels Països Baixos i al primer ministre Andries van Agt, així com nombroses manifestacions independentistes. El 1977 la VZJ inicià noves protestes protagonitzades pels fills dels sud-moluquenys emigrats el 1950, comunitat força discriminada racialment i social. Alhora, el 1978 va morir I. J. Tamaela, qui va dur a terme una gran tasca diplomàtica davant l'ONU per al reconeixement de la causa moluquenya i aconseguí el reconeixement de la República de Benín, però des d'aleshores la causa va decaure.
El 1979 la VZJ es radicalitzà degut a la inhibició neerlandesa pel seu problema i realitzarà alguns segrests, entre ells d'un avió, i alguns atemptats als Països Baixos. Reben el suport de Benin i d'altres organitzacions que lluiten contra Indonèsia, com el Fretilin timorenc o l'OPM papú. Cap al 1990 els sud-moluquenys dels Països Baixos arribaren a 40.000, i a la mort de Johannes Alvarez Manusama, el càrrec de president sud-moluqueny l'ocuparà Frans L. J. Tutuhatunewa (1923), metge casat amb una neerlandesa i que parla sis idiomes.
El 25 d'abril del 1992 el govern moluqueny a l'exili va fundar la Homeland Mission 1950 que va treballar dins el Grup de Treball de l'ONU per a pobles indígenes.
El 27 de desembre del 1999 es produïren enfrontaments entre les comunitats musulmana i cristiana a Ambon, la capital de les Moluques. Només a la capital moren una cinquantena de persones, xifra que arriba a 250 si es compten els morts a l'arxipèlag la darrera setmana. L'exèrcit indonesi hi desplaça un batalló de més de 400 soldats, que assumeix el control d'Ambon mentre la comunitat cristiana demana la presència d'una força internacional. Al llarg de l'any, més de 900 persones han mort a les Moluques com a conseqüència dels enfrontaments interreligiosos. I entre el 1999 i el 2001 moriren 10.000 persones, ja que els conflictes interètnics entre cristians i musulmans duraren els dos anys següents.	 
El 5 de juny del 2000 Alex Manuputty creà el Front Kedaulatan Maluku (Front Sobiranista Moluqueny, FKM), associació d'organitzacions polítiques i humanitàries que pretenen el restabliment de la sobirania moluquenya de manera no violenta amb suport dels exiliats. El 25 d'abril del 2002 fou arrestat a Ambon quan intentà celebrar de manera reivindicativa el 50è Aniversari de la proclamació de la República de les Moluques del Sud tot brandant una bandera sud-moluquenya a Malinao, on s'intentà signar una mena de tractat de pau entre els catòlics sud-moluquenys de Laskar Kristus i els radicals musulmans de Laskar Jihad.
El gener del 2004 nou militants cristians del FKM foren condemnats a 15 anys de presó per un tribunal d'Ambon: Jhon Rea, Pieter Rea, Alex Manuputty i Samuel Waileruni a 15 anys; Polly Jefry Soulisa, Philipus Nurlatu, Elisa Roberto Mathenahoruw, Sandy Lolupua, Yohanis Tuhuteru i Reinhard Nanlohy a 13 anys, i Yosep Lesnussa a sis mesos